# Templo de Leontópolis
El Templo de Leontópolis o Templo de Onías (170 a. C. aprox - 73 d. C.) fue un templo judío en la ciudad de Leontópolis (en griego: Λεόντων πόλις) en el Delta del Nilo, contemporáneo del Segundo Templo de Jerusalén, presidido por cohanim (sacerdotes) de la familia de Onías IV. Al igual que su predecesor, el Templo de Elefantina (destruido en el siglo IV a. C.), el Templo de Leontópolis era el único santuario judío fuera de Jerusalén en el que se ofrecían sacrificios. Además de una posible alusión por parte de Eusebio de Cesarea, la única información sobre este templo proviene de Flavio Josefo. Es también mencionado varias veces en el Talmud, pero las distintas menciones se contradicen entre sí. 
El establecimiento de un santuario central en Egipto, fue probablemente una reacción a los desórdenes que surgieron en Judea bajo el reinado de Antíoco IV Epifanes, con la destitución de los sacerdotes de la Casa de Sadoc y la desacración del Templo de Jerusalén. Otros probables motivos fueron la ambición personal de Onías IV y las necesidades de la numerosa diáspora judía en Egipto.
Los restos del templo fueron identificados por Flinders Petrie durante sus excavaciones en Tel al-Yehudi (lit. Colina del judío) en 1905/6.

## Historia
Flavio Josefo, en su libro Las Guerras de los Judíos, se refiere al Onías que construyó el Templo de Leontópolis como "el hijo de Simon", lo cual implica que se trata de Onias III, Sumo Sacerdote del Templo de Jerusalén destituido por Antíoco Epifanes en el 175 a. C. Pero esta versión contradice la historia acerca del asesinato de Onías III en Antioquía en el 171 a. C. En otro de sus libros, Antigüedades de los Judíos, Josefo presenta una versión más probable: el constructor fue un hijo del asesinado Onías III, que había huido a Alejandría, es decir Onías IV.
Onías IV fue recibido con gusto por el Rey de Egipto Ptolomeo VI, quien probablemente no había abandonado sus reclamaciones territoriales sobre Judea. Onías solicitó a Cleopatra, hermana y esposa de Ptolomeo VI, que le permitiera construir en Egipto un santuario similar al de Jerusalén, en el que emplearía levitas y sacerdotes de su propia familia. 0 Para ello le refirió a la predicción del Profeta Isaías sobre un templo judío que sería erigido en Egipto.
Según Josefo, el Templo de Leontópolis duró 343 años, aunque la opinión general es que este número debe ser cambiado a 243. Josefo cuenta que el emperador Romano Vespasiano temía que se convirtiera en un nuevo centro de rebelión judía y por tanto ordenó el gobernador de Egipto, Lupus, que lo derribara. Lupus murió mientras llevaba a cabo la orden. La tarea de sacar los tesoros, bloquear el acceso, y quitar todo rastro de culto, fue completada por Paulino, sucesor de Lupus, lo cual sitúa el acontecimiento entre marzo y agosto del año 73.

## Relación con Jerusalén y legitimidad
Los judíos de Egipto ofrecían sacrificios en el Templo de Leontópolis con frecuencia, pero al mismo tiempo cumplían con sus deberes hacia el Templo en Jerusalén, tal como cuenta de sí mismo Filón de Alejandría.  Si bien los judíos de Alejandría apreciaban tener un templo cercano, el apoyo al Templo de Onías nunca fue visto como un sustituto al envío de diezmos y peregrinos a Jerusalén. El Templo en Leontópolis no alcanzó la popularidad del de Jerusalén, al parecer tampoco llegó a tener la importancia de la sinagoga del barrio judío de Alejandría.
En el Talmud se discute si los sacrificios en el Templo de Onías  (referido como Beit Jonio, que significa literalmente "Casa de Onías") eran permisibles y si consistían o no idolatría. La opinión prevalente era que no estaban permitidos aunque tampoco consistían idolatría.